# 知立市立知立東小学校
知立市立知立東小学校（ちりゅうしりつちりゅうひがししょうがっこう）は、愛知県知立市昭和にある公立小学校である。外国人居住者の多い知立団地にあり、外国人児童数が多いことで知られる。

## 地理
田畑が広がっていた場所に知立団地を造成したため、学区内に史跡などは存在しない。

## 歴史

### 年表
- 1967年（昭和42年）4月1日 - 知立町立知立東小学校として開校[2]。
- 1970年（昭和45年）12月1日 - 知立市立知立東小学校に改称。

### 沿革

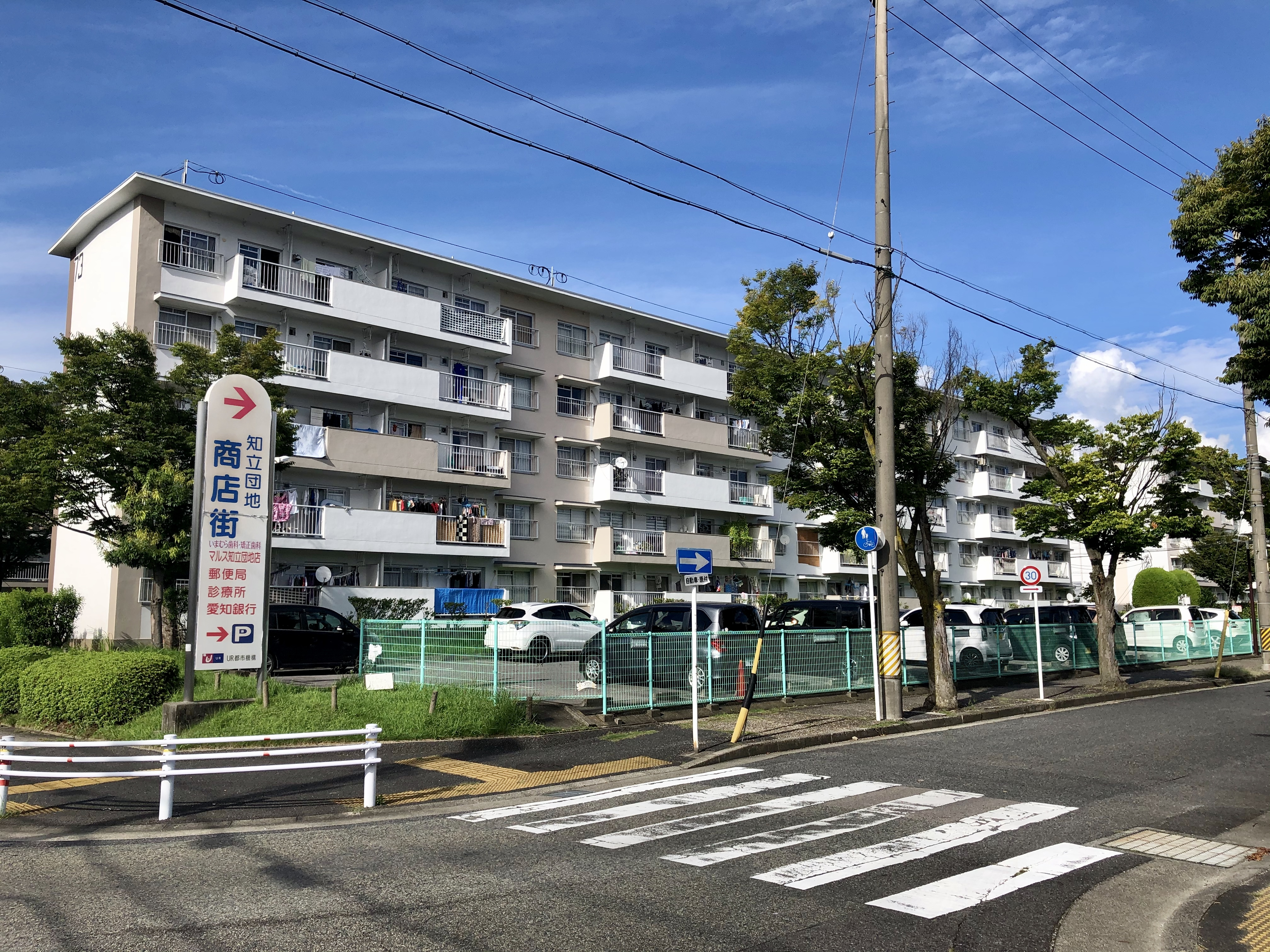
知立団地

1967年（昭和42年）4月1日、碧海郡知立町の知立団地内に知立町立知立東小学校として開校。1873年開校の知立小学校と来迎寺小学校、1908年開校の猿渡小学校に次いで知立町4番目の小学校であり、知立町に戦後初めて開校した小学校だった。日本住宅公団が造成した知立団地は、5階建てのアパートが立ち並ぶ住宅団地であり、知立東小学校開校1年前の1966年（昭和41年）に入居が開始されている。
1970年（昭和45年）12月1日には知立町が市制施行して知立市となり、知立市立知立東小学校に改称した。開校初年度の1967年度（昭和41年度）の児童数は200人だったが、知立団地入居者の増加とともに児童数も増加し、1977年度（昭和42年度）には1020人となった。その後は知立団地入居者の高齢化とともに児童数も減少し、1987年度（昭和62年度）には532人、1997年度（平成9年度）には320人となっている。1996年（平成8年）には開校30周年記念式典を開催した。1989年（平成元年）には校舎の大改修工事が竣工した。
1989年度（平成元年度）に初めて外国人児童を受け入れ、1998年度（平成10年度）には外国人児童数が二桁（21人）に達した。その後は外国人児童が急増し、2006年度（平成18年度）には三桁（115人）に達している。日本児童数が減少していることもあって、2012年度（平成24年度）には318人中161人が外国人児童となって外国人比率が50%を超えた。2018年度（平成30年度）には290人中172人が外国人児童であり、外国人児童比率は59%である。学年によってはさらに外国人児童比率が高まり、2018年度の2年生は59人中42人（71.2%）が外国人である。
2019年度（平成31年度）の新入生49人のうち、41人が外国籍になる見込みになった。

## 特色
上記のように外国人児童数が多いことから、日本語担当教員が学習言語が不足している児童に少人数で日本語を教える授業を行っている。また、国語の時間は日本語能力に応じて4グループに分けて、算数の時間は日本語能力に応じて3グループに分けて授業を行っている。愛知教育大学の学生による日本語サポート支援や算数指導も行っている。

## 児童数
緑は日本人児童、 赤は外国人児童
| 1967年（昭和42年） | 200人                    |
| 1972年（昭和47年） | 1104人                   |
| 1977年（昭和52年） | 1020人                   |
| 1982年（昭和57年） | 813人                    |
| 1987年（昭和62年） | 532人                    |
| 1992年（平成4年）  | 371人（うち外国人1人）   |
| 1997年（平成9年）  | 321人（うち外国人9人）   |
| 2002年（平成14年） | 276人（うち外国人33人）  |
| 2007年（平成19年） | 321人（うち外国人124人） |
| 2012年（平成24年） | 318人（うち外国人161人） |
| 2017年（平成29年） | 277人（うち外国人163人） |